# Robert III., kralj Škotske
Robert III., pravim imenom John Stewart (?, oko 1337. – Rothesay, 4. travnja 1406.), škotski kralj od 1390. godine, prvotno grof od Carricka (o. 1368. – 1390.); odvjetak kraljevske linije Stuarta. Pri preuzimanju škotske krune promijenio je ime u Robert III., jer je ime John previše asociralo na škotskog kralja Johna Balliola (1292. – 1296.), koji je bio omražen među plemstvom i narodom Škotske.
Prethodno je upravljao Škotskom, kao regent, u razdoblju od 1384. do 1388. godine, u ime svog oca, kralja Roberta II. (1371. – 1390.). Budući da je bio fizički invalid, zbog pada s konja, nikada nije samostalno vladao Škotskom.

## Životopis
Bio je najstariji sin budućeg škotskog kralja Roberta II. i Elizabete Mure. Budući da je brak njegovih roditelja sklopljen nekoliko godina nakon njegova rođenja, on je tek tada postao zakonito dijete, što je kasnije izazvalo sukob između njega i njegove polubraće, sinova Robertove druge žene.
Sudjelovao je, zajedno s ocem, u neuspješnoj pobuni protiv škotskog kralja Davida II., nakon čega su obojica utamničeni. Godine 1368. imenovan je grofom od Carricka. Godine 1371. njegov je otac okrunjen za novog škotskog kralja, ali je zbog poodmakle dobi, 1384. godine, upravu nad kraljevstvom preuzeo mlađi Robert. Kada je 1388. godine povrijeđen u padu s konja, kralj Robert II. predao je regentstvo njegovom bratu Robertu, grofu od Fifea.
Krunu je naslijedio 1390. godine, ali zemljom je zapravo upravljao njegov brat Robert od Fifea, koji je 1398. godine imenovan vojvodom od Albanyja. Kraće vrijeme (1399. – 1402.), dužnost regenta obnašao je kraljev sin David, vojvoda od Rothesayja, međutim stradao je u sukobu između kralja Roberta i vojvode od Albanyja. Kako bi spasio svog mlađeg sina, Jakova, kralj Robert ga je poslao u Francusku, ali putem je uhvaćen i predan Englezima. Kako je ostao bez prijestolonasljednika, a sam je bio nesposoban vladati, škotski parlament je ponovno imenovao njegova brata Roberta, guvernerom i regentom Škotske (do 1420.).